# Réuniologie
La réuniologie, également connue sous le nom de science des réunions (meeting science en anglais), est une discipline scientifique émergente consacrée à l'étude, l'analyse et l'optimisation des réunions professionnelles. Son objectif principal est d'améliorer l'efficacité, la productivité et la satisfaction des participants en appliquant des principes et méthodes scientifiques.

## Histoire
Les réunions ont toujours été un élément central de la gestion et l'intérêt pour leur optimisation s’est développé au début du XXIe siècle avec l'augmentation de leur nombre dans les environnements professionnels. Leur importance s’est accentuée après la pandémie de COVID-19, qui a conduit de nombreuses organisations à adopter des modes de travail hybrides. Auparavant, des initiatives pour définir et formaliser les réunions avaient été prises dans différents secteurs économiques. L’universalité des principes et pratiques de la réuniologie facilite son adoption au-delà du monde de l’entreprise. Ainsi, elle est intégrée dans des  organisations aussi diverses que les collectivités territoriales, les armées, des associations ou bien des fondations.
Parallèlement, un autre domaine lié à l’animation des collectifs, la facilitation a émergé. Contrairement à la réuniologie qui vise à rendre les opérateurs autonomes dans l'application des bonnes pratiques, la facilitation fait appel à des experts méthodologiques qui interviennent de manière ponctuelle et ciblée lors d'événements pour en améliorer l'efficience.

### Origines

#### Lean Management
Inspiré des pratiques de Toyota au Japon, le lean management a introduit le principe des réunions AIC (Animations à Intervalle Court) pour piloter les opérations le plus souvent associé à du management visuel.

#### Approches agiles
Avec le Manifeste agile publié en 2001, ces approches ont été diffusées à travers la mise en pratique de frameworks comme le Scrum qui prévoit des réunions spécifiques. Parmi ces réunions, se trouvent la planification et rétrospective de sprint ou encore la mêlée quotidienne connue en anglais sous le nom de Daily.

#### Sociocratie et Holacratie
La Sociocratie et l’Holacratie sont des modèles de gouvernance introduits respectivement dans les années 1970 et au début des années 2000 et soucieux de mettre l’humain au cœur de la performance. Ils définissent des modalités précises de réunions. La Sociocratie repose sur 4 principes : la prise de décision par consentement, l’organisation en cercles, le système de double-liens entre les cercles et l’élection sans candidat. L’Holacratie propose entre autres des réunions de gouvernance et des réunions de triage.

### France
En France, à la fin des années 1990, Alain Cardon a proposé une approche originale intitulé processus délégués pour améliorer les pratiques des réunions récurrentes, notamment pour les comités de direction et les équipes hiérarchiques. C’est en 2001 que le terme réuniologie est proposé par Michel Guillou comme étant « l’art d’organiser des réunions efficaces. [...] La recherche, érigeant le fait réunionnel en objet d’étude systématique, a jeté les bases et les premiers linéaments de la réuniologie. ».
En 2017, l’École internationale de Réuniologie est créée et dépose la marque réuniologie auprès de l'INPI. L’entreprise accompagne les organisations qui s’intéressent à leurs pratiques en réunion et souhaitent lutter contre la réunionite. Louis Vareille, son fondateur, en propose une définition dans son livre La Réunionite, ça suffit !, en anglais Meetingitis, make it stop!,.

« La réunionite est une maladie collective dont le symptôme principal est l’organisation désordonnée et compulsive de réunions. Cette maladie, qui peut se révéler aiguë, génère des pertes collectives de productivité et du désengagement individuel. Son étiologie principale est un défaut systémique de clarification et de respect des niveaux de responsabilité et d’autonomie des membres de l’organisation. Dans certaines organisations, la réunionite conduit les individus à perdre confiance dans leur capacité à faire et à décider, avec pour conséquence une embolie organisationnelle. »

— Louis Vareille, La réunionite, ça suffit !
Dans son ouvrage, Louis Vareille développe des concepts connexes à la réuniologie provenants de divers auteurs :
- La théorie de l'élément humain de William Schutz propose des éléments sur l’analyse du comportement d’un individu dans un groupe et les mesures à prendre pour qu’il devienne un contributeur actif.
- La sécurité psychologique, dans les travaux d’Amy Edmondson, enseignante à Harvard, a influencé la modélisation du fonctionnement des équipes et de leurs réunions. Son livre The fearless organization: creating psychological safety in the workplace for learning, innovation, and growth publié en 2018 est une référence sur ce sujet.
- La paresse sociale, un concept basé sur les travaux du français Maximilien Ringelmann, est également décrite dans ce contexte pour calibrer le nombre de participants optimal dans une réunion.

D’autres auteurs français ont également contribué à nourrir cette discipline à travers leurs ouvrages. Dans le livre de Romain David et Didier Noyé Réinventez vos réunions, ces deux experts de générations différentes proposent une vision synthétique et opérationnelle des leviers à activer pour assurer l’efficacité des réunions.
Dans leur Guide de survie aux réunions, Sacha Lopez, David Lemesle et Marc Bourguignon  offrent des perspectives pratiques sur les modalités d’engagement des participants en réunion, s'appuyant sur leur expertise en facilitation.

### États-Unis
Aux États-Unis, la science des réunions a pris son essor dans les années 2000. Steven Rogelberg et Joseph Allen font partie des pionniers en participant à la construction des fondations de cette discipline scientifique. Leurs travaux académiques sont synthétisés dans The Cambridge Handbook of Meeting Science publié en 2015. Ce manuel explore divers aspects des réunions, y compris le meeting recovery syndrome qui se réfère aux conditions dans lesquelles se trouvent les individus après une réunion et invite les animateurs à évaluer les réunions pour permettre aux participants de partager leurs ressentis avant de quitter le groupe.
De nombreux auteurs américains ont publié des ouvrages sur la science des réunions. Steven Rogelberg a écrit The Surprising Science of Meetings, offrant des perspectives sur la rédaction des ordres du jour, l'engagement des participants et les processus de décision. Joseph Allen, élève de Rogelberg, a rejoint l'université de l'Utah pour continuer ses recherches sur l'entitativity, un concept développé par Donald Campbell dans les années 1960. Allen a également écrit sur les réunions distancielles, en lien avec l'hybridation du travail. Patrick Lencioni, dans son livre Death by Meeting publié en 2004, propose un modèle simple de comitologie pour une équipe de direction, décrivant les différents rituels nécessaires à son bon fonctionnement. Elise Keith, dans Where the action is, propose une table périodique des réunions, décrivant 16 formats différents de réunions pour structurer la gouvernance d'une organisation. Paul Axtell, dans Meetings matter publié en 2015, apporte une perspective humaniste sur les réunions.
La revue Harvard Business Review est aussi une source sur la science des réunions, avec des articles publiés par des experts comme Roger Schwartz sur la rédaction d'ordres du jour efficaces, Eunice Eun sur la réduction du nombre de réunions inutiles, Steven Rogelberg sur l'amélioration des réunions, Sabina Nawaz sur la création de normes pour les équipes de direction et Paul Axtell sur des questions à se poser pour améliorer les réunions.
L'entreprise McKinsey a également publié des articles sur le sujet, apportant des réflexions sur l'organisation et l'efficacité des réunions.

### Royaume-Uni
Au Royaume-Uni, Alan Palmer a publié un livre intitulé Talk Lean en 2014. Cet ouvrage décrit  une approche développée en France dans les années 1990 par Philippe de Lapoyade et Alain Garnier, appelée « la Discipline Interactifs ». Cette approche met un accent particulier sur la formulation précise de l'objectif d'un échange, qu'il s'agisse d'un acte managérial, d'un entretien commercial ou bien d'une réunion. En 2016, Helen Chapman a publié The meeting book. Elle présente des concepts et des illustrations sur les éléments qui contribuent au succès d'une réunion.

## Domaines d'étude
La réuniologie explore divers aspects des réunions :
1. Planification et structure : conception, définition des objectifs, structuration de l'ordre du jour et préparation des réunions.
2. Dynamique de groupe : analyse des interactions entre les participants, des rôles et des comportements.
3. Technologies et outils : impact des outils numériques et des technologies de communication.
4. Productivité et efficacité : mesures de la productivité.
5. Satisfaction des participants : enquêtes sur la satisfaction et l'engagement des participants et évaluation des décisions et des résultats. Des approches issues du développement agile comme le ROTI ont été créées pour faciliter la mise en œuvre de ces pratiques.

## Méthodologies
La réuniologie utilise diverses méthodologies pour améliorer les pratiques :
1. Observation : analyse des comportements et interactions pendant les réunions.
2. Enquêtes : collecte de données sur la perception et la satisfaction des participants.
3. Expérimentations : conditions contrôlées pour tester l'efficacité des techniques de réunion.
4. Formation et transformation : programmes de formation pour ajuster les pratiques.
5. Gouvernance : analyse et ajustement de la comitologie pour optimiser l'efficacité.

La réuniologie intègre également des techniques pour assurer l'engagement des participants dans les réunions distancielles et hybrides et utilise divers outils numériques pour concevoir, animer et évaluer les réunions. Depuis 2023, l'intelligence artificielle offre de nouvelles fonctionnalités applicables aux réunions comme la conception de l’ordre du jour, la traduction et la transcription des échanges, ainsi que la rédaction de synthèses et de comptes rendus.

## Contextes
La réuniologie peut s'appliquer à différents types de contextes, incluant :
- Réunions d’équipe
- Comités exécutifs et de direction
- Réunions de projet
- Comités de pilotage
- Entretiens individuels
- Réunions de mobilisation